# Fiat 508
Fiat 508, často označovaný též Fiat 508 Balilla,  je vůz nižší střední třídy (segment C) vyráběný (ve dvou základních verzích 508A a 508B) od roku 1932 do roku 1937 italskou automobilkou Fiat v několika karosářských variantách: dvoudvéřový a čtyřdveřový sedan, čtyřdveřový sedan s odnímatelnou střechou (tzv. torpédo) a dvoudveřový roadster. Fakticky šlo o náhradu modelu Fiat 509, i když výroba tohoto předchozího modelu skončila již v roce 1929. Zpočátku měl třístupňovou, od roku 1934 čtyřstupňovou převodovku, čtyři sedadla a maximální rychlost okolo 80 resp. 85 km/h (podle verze). Stál 10 800 lir, což odpovídá asi 8300 euro v cenové hladině roku 2005. 

## Licenční výroba
V samotné Itálii bylo vyrobeno přes 113 000 kusů vozu, kromě toho se licenčně vyráběl hned v několika zemích: v Československé republice, v automobilce Walter pod názvem Walter Junior, v Polsku v závodě Centralne Warsztaty Samochodowe, v Německu (NSU-Fiat) a ve Francii: původně SAFAF, od roku 1934 Simca-Fiat.

## Fiats 508A (1932–1934) a 508B (1934–1937)
Původní verze modelu měla benzínový (zážehový) motor o objemu 995 cm³ a výkonu 15 kW při 3500 otáčkách za minutu a dosahovala maximální rychlosti 80 km/h. Převodovka byla třístupňová, bez jakékoliv synchronizace. Brzdy byly bubnové na všech kolech.
Na konci roku 1933 byl výkon motoru zvýšen na 18 kW při 3500 otáčkách za minutu a maximální rychlost se tím zvýšila na přibližně 85 km. Vůz také dostal modernější, čtyřstupňovou převodovku. Od roku 1934 se vůz montoval s upravenou, trochu více aerodynamickou karoserií typu sedan, v Itálii označovanou jako „Berlina“, která byla nabízena ve dvoudveřové a čtyřdveřové modifikaci. Tato verze, vyráběná od roku 1934 se označuje jako Fiat 508B a původní model z roku 1932 dostal zpětně označení Fiat 508A.

## Nový model Fiat 508C/Fiat 1100 (od roku 1937)
V roce 1937 byl na trh uveden další Fiat, na jehož konstrukci se již významně podílel Dante Giacosa a který na původní Fiat 508 z roku 1932 (resp. 1934) skutečně částečně navazoval, ale jde o samostatný model, který má řadu modernizovaných částí, včetně tehdy nepříliš obvyklého nezávislého zavěšení přední nápravy a lepší motor o větším objemu i výkonu, s tehdy moderním rozvodem OHV (oproti rozvodu SV u 508A/508B). Zpočátku byl proto označován jako Fiat 508 C nebo též Balilla 1100 (číslovka 1100 odkazuje k přibližnému objemu nového motoru, zatímco původní měl 995 cm³). Další neoficiální, ale běžně používané označení bylo Nuova Balilla 1100 (Nová Balilla 1100). Po další modernizaci v roce 1939 dostal i nové, zcela odlišné a jednodušší jméno Fiat 1100. Model Fiat 1100 se vyráběl v ještě větším počtu karosářských verzích než Fiat 508.
Fiat 1100 se poté vyráběl až do roku 1953 (a i když zhruba třetina doby byla 2. světová válka, kdy Fiat osobní auta téměř nevyráběl a vývoj byl zcela zastaven), za tak dlouho dobu došlo k celé řadě změn v interiéru, exteriéru, motorech a dalších mechanických částech. V roce 1953 byl nahrazen obdobně označeným, ale konstrukčně i vzhledově zcela odlišným vozem. K odlišení obou nepříbuzných modelů se proto někdy používá označení Fiat 1100 (1937) pro vůz vyráběný 1937–1953, zatímco automobil z let 1953–1969 může být označen jako Fiat 1100/103, kde 103 znamená interní typové označení, pod kterým byl vyvíjen („Tipo 103“). 

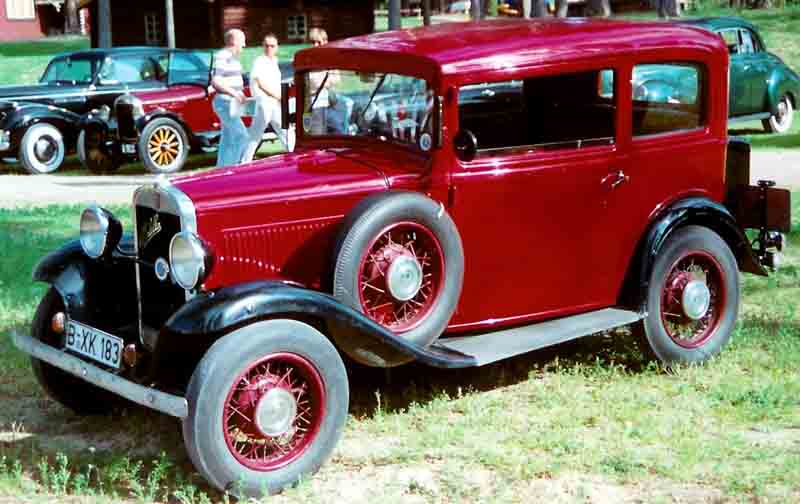
Fiat 508 Balilla 1932–1934
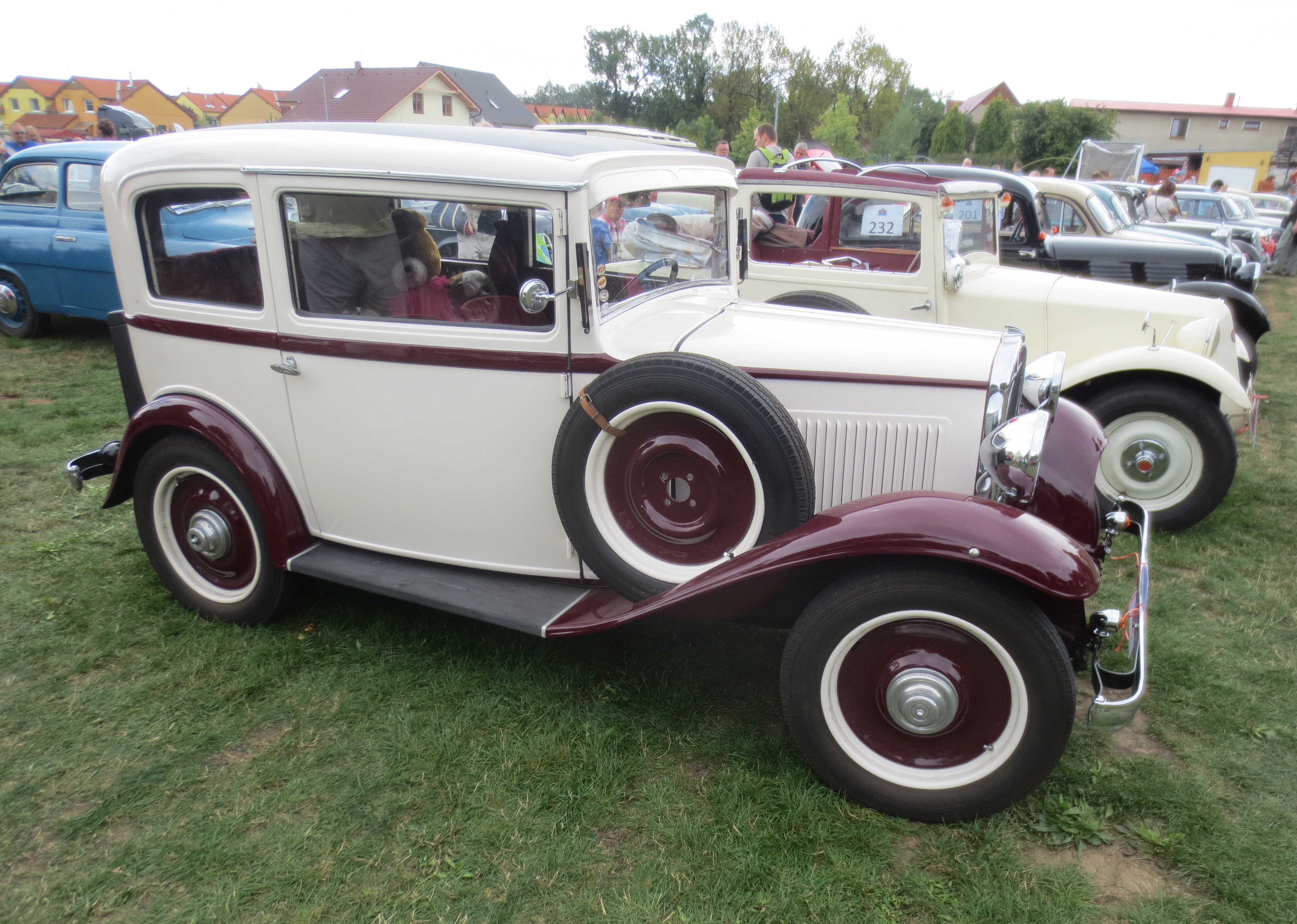
Walter Junior (1933) limousine
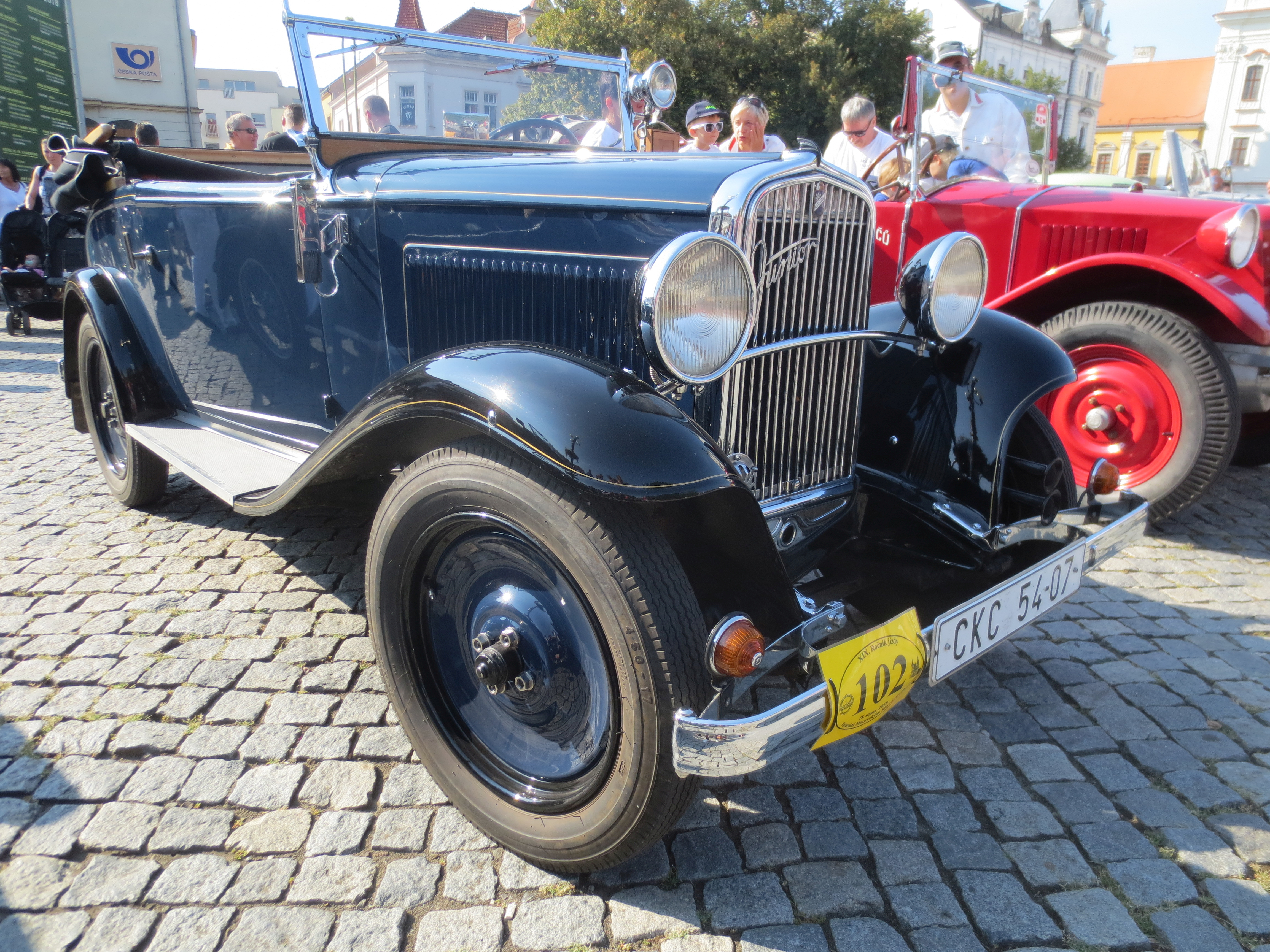
Walter Junior (1934) cabriolet
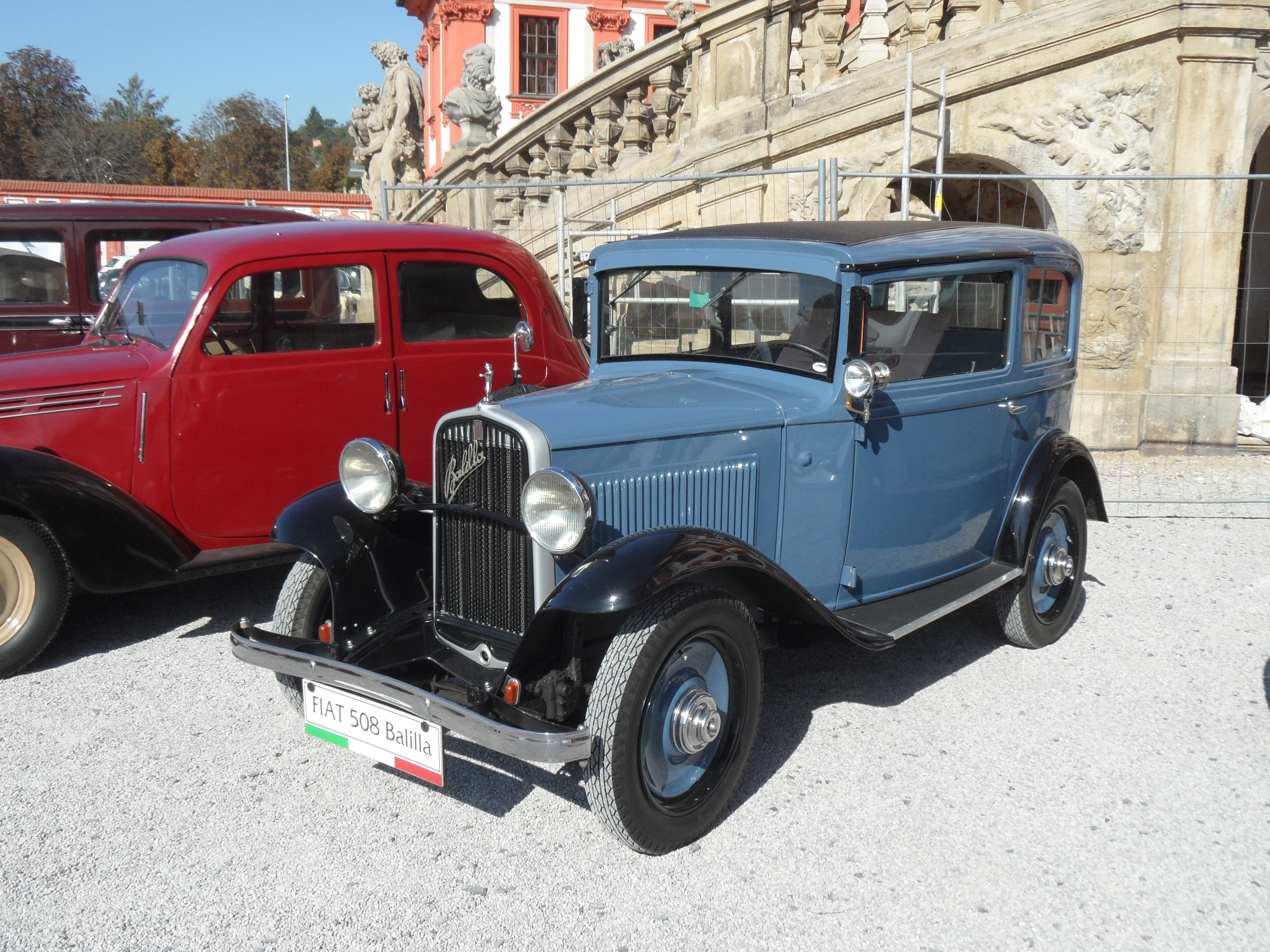
FIAT 508 na oslavách 120 let FIAT (1932)
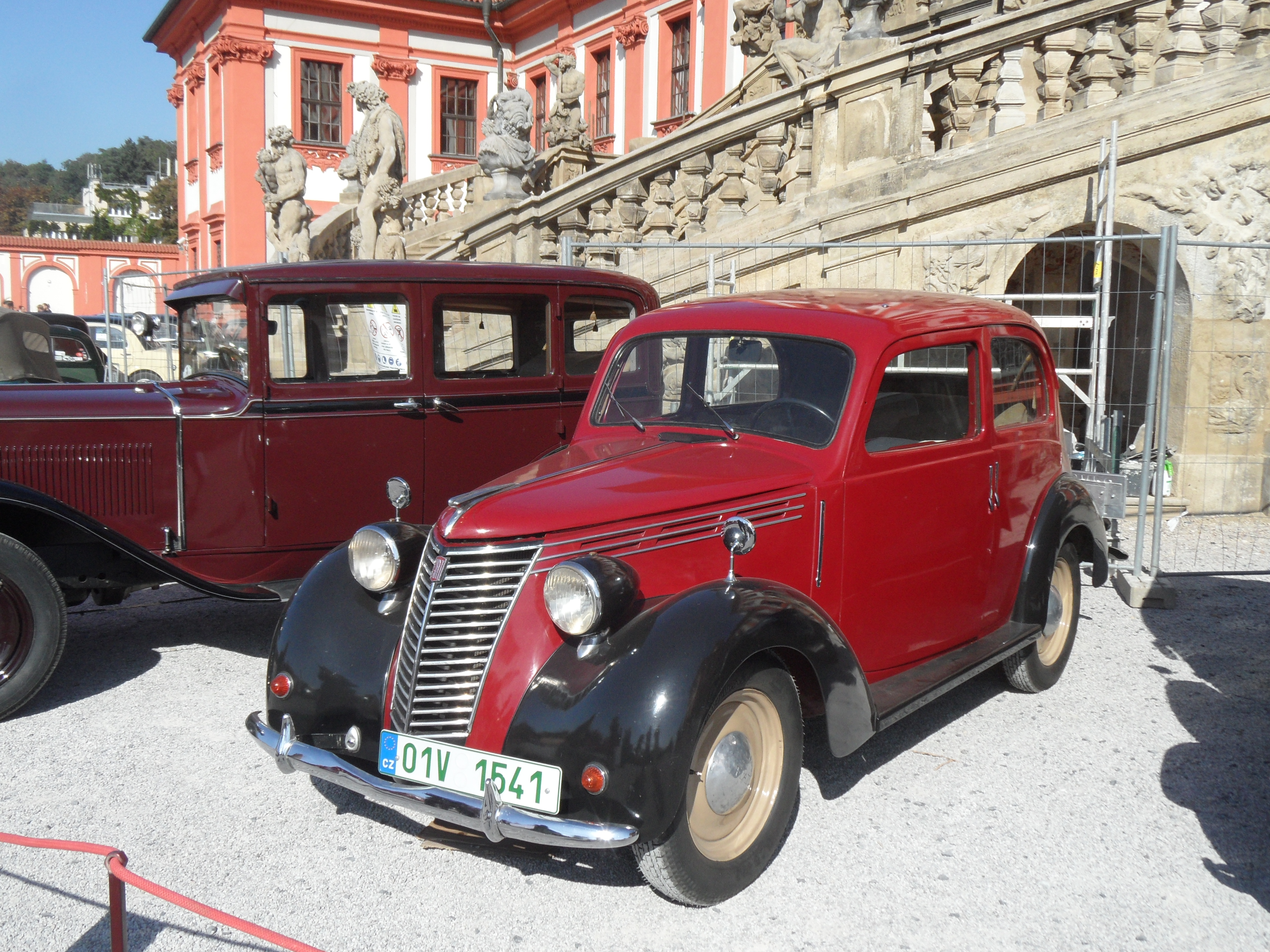
Pro srovnání: FIAT 1100 (1939), také na 120 let FIAT